# 趙日亨
趙日亨（？—？），字肖庭，號貞所，雲南云南府安宁州人，明朝政治人物。

## 生平
万历十六年（1588年）戊子科雲南乡试第二名举人，二十九年（1601年）辛丑科進士，户部觀政，授任南京太常寺博士，三十五年補任北京，三十八年行取考选，四十年选授山西道御史，四十二年巡视工程，巡视東城，巡按山东。福藩之国，中使躧丈膳田，骚动连省，日亨抗疏调画得允。山东岁饥民乱，日亨奉命巡按，疏请蠲免，抚绥底定。时有监司恃妇翁为首辅，行殊不法，日亨劾之，并及首辅，由此外转川南兵备道副使。值奢酋叛，募死士斩叛目黄光辉，率兵解省城围，晋秩赐金，邛雅皆有祠祀之。天啓二年十二月升廣東右参政，五年十月升四川安绵道按察使，六年閏六月調下南道。崇祯元年（1628年）三月升四川右布政使，三年正月升贵州左布政使，会以病请，门人张星曰：师勲已勒岷峨，枢抚在旦夕間，何遽言归也？亨曰：年来中外任事，率植党营私，大乱将作，每思匡救，愧遐踪力微，忍逐流乎。遂以贵州左布政使致仕。著《寤歌楼集》。

## 家族
曾祖赵淮，祖趙崑，父趙禧，教授。